# Igor Nesterenko
Igor Nesterenko (in ebraico איגור נסטרנקו‎?; Kilija, 18 agosto 1990) è un cestista ucraino con cittadinanza israeliana.